# Chrzest Chrystusa (obraz Lucasa Cranacha starszego)
Chrzest Chrystusa – obraz Lucasa Cranacha starszego z ok. 1546 roku, przedstawiający jedno z wydarzeń biblijnych, jakim był chrzest Jezusa Chrystusa.

## Opis obrazu
Główny plan obrazu stanowią dwie postacie: Jan Chrzciciel (zanurzający dzban w wodzie) oraz Jezus Chrystus (stojący w wodzie z rękoma złożonymi do modlitwy). Za postaciami, na brzegu rzeki dostrzec można szaty Chrystusa. Autor obrazu nadał jednej z szat kolor purpury, który stanowi królewską barwę, a zarazem jest zapowiedzią męki Chrystusa – w taką szatę zostanie przyodziany Jezus w dniu jego męki.
Z prawej strony obrazu Lucas Cranach starszy umieścił miasto – jest to Jerozolima. Po lewej natomiast został namalowany las oraz stado pasących się w nim jeleni. Jeleń posiada tutaj własną symbolikę – zwierzę to jest uosobieniem ochrzczonego. Zwierzęta te pojawiają się również w sztuce starożytnej jako w kontekście chrztu. Nad Chrystusem natomiast autor umieścił gołębicę jako symbol Ducha Świętego, co również stanowi o chrzcie jako o jednym z sakramentów.
Bardzo ważnym elementem stanowi górny środek kompozycji. Przedstawiony tam Bóg Ojciec wskazuje palcem na osobę Jezusa Chrystusa. Obok Boga Ojca natomiast widnieje napis w języku łacińskim, będący słowami z Ewangelii wg św. Mateusza: „Hic est Filius meus dilectus in quo michi ben complacitum est” („Ten jest mój Syn umiłowany, w którym mam upodobanie”; Mt 3,17).